# NGC 4375
NGC 4375 (również PGC 40449 lub UGC 7496) – galaktyka spiralna z poprzeczką (SBab/P), znajdująca się w gwiazdozbiorze Warkocza Bereniki. Odkrył ją William Herschel 11 kwietnia 1785 roku. Należy do galaktyk Seyferta.
W galaktyce tej zaobserwowano supernową SN 1960J.